# واکاویل (کالیفرنیا)
واکاویل (به انگلیسی: Vacaville) شهری در شهرستان سولانو ایالت کالیفرنیا است که در سرشماری سال ۲۰۱۰ میلادی، ۹۲۴۲۸ نفر جمعیت داشته است.